# Reatividade

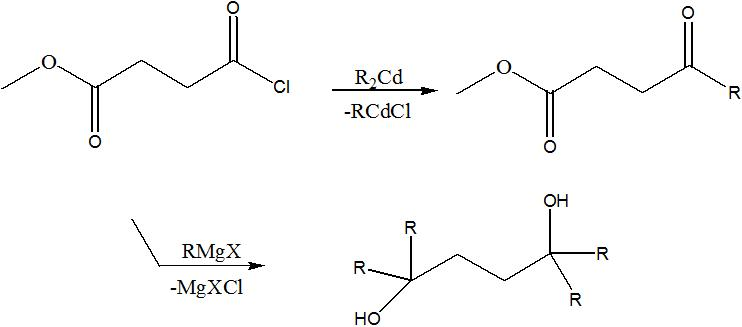
Exemplo de Reatividade.

Em Química, reatividade consiste na tendência que uma reação química tem em acontecer. É um conceito qualitativo, mas pode ser quantificado pela atribuição de uma série de energias, definidas para condições particulares, tais como sob pressão constante, ou sob volume constante sendo um dos capítulos mais importantes da termodinâmica química.
A reatividade consiste na tendência que um átomo possui para captar ou perder elétrons.

## Reatividade dos Metais
O Elemento mais reativo "desloca" o elemento menos reativo.

ouro < platina < prata < mercúrio < cobre < hidrogênio < chumbo < estanho < níquel < cobalto < ferro < cromo < zinco < manganês < alumínio < magnésio < sódio < cálcio < potássio < Lítio

Ex: Lítio (último da sequência) é mais reativo que o ouro (primeiro da sequência), então, Lítio desloca o ouro em uma reação química, substituindo-o.

## Reatividade dos Não-metais
Assim como nos metais o ametal mais reativo desloca um menos reativo em uma reação química.

Fluor > Oxigênio > Cloro > Bromo > Iodo > Enxofre > Carbono > Fósforo >  Hidrogênio > metais

Em símbolos químicos a fileira segue: 

F > O > Cl > Br > I > S > C > P > H 

Nitrogênio não está presente pois é uma exceção, e sempre forma ácidos fracos.